# Инхибитор на реакция
Инхибиторът на реакция е вещество, което намалява скоростта или предотвратява химична реакция. Катализаторът, за разлика от това, е вещество, което увеличава скоростта на химична реакция.

## Примери
Добавеният ацетанилид забавя разграждането на разтвора на водороден пероксид, съхраняващ лекарства, инхибирайки реакцията 2H
2O
2 → 2H
2O + O
2, която се катализира от топлина, светлина и примеси.

## Инхибиране на катализатор
Инхибиторът може да намали ефективността на катализатора в катализирана реакция (или небиологичен катализатор, или ензим). Например, ако съединението е толкова подобно на (един от) реагентите, че може да се свърже с активното място на катализатора, но не претърпява каталитична реакция, тогава тази катализаторна молекула не може да изпълнява своята работа, тъй като активното място е заето. Когато инхибиторът се освободи, катализаторът отново е готов за реакция.

## Инхибиране и отравяне с катализатор
Инхибирането трябва да се различава от отравянето с катализатор (пълно или частично неутрализиране на катализатора). Инхибиторът само възпрепятства работата на катализатора, без да го променя, докато при отравяне с катализатор катализаторът претърпява необратима химическа реакция във въпросната среда (активният катализатор може да бъде възстановен само чрез отделен процес).